# Моб (компьютерные игры)
Моб (англ. mob, mobile аббр. англ. mobile object «подвижный объект») — любой нестатичный объект в компьютерной игре. Частными случаями мобов являются игровые персонажи, персонажи, не управляемые игроком (NPC), монстры (агрессивные подвижные объекты).
Основное предназначение агрессивного моба — затруднять процесс прохождения игры. Такой персонаж может пытаться убить игрока, временно понижать его характеристики (например, уменьшать сопротивляемость к магическим атакам) или просто мешать нормальному движению: замораживать, сдувать, отбрасывать назад. Большинство агрессивных мобов могут быть убиты игроком для получения опыта, денег или различных предметов. В некоторых играх определённых мобов убить нельзя. Например, в игре Dangerous Dave in the Haunted Mansion невозможно уничтожить летающий горящий череп в начале шестого уровня. Тогда нужно обойти моба или убежать от него. Иногда агрессивные мобы выступают в качестве осложняющих условий (при выполнении квестов), и в этом случае убийство таких мобов может ничего не приносить игроку. Основное предназначение моба-NPC — обеспечивать игроку социальное взаимодействие, выдавать квесты, покупать и продавать товары и т. д.

## Этимология
Первоначально термин «мобильный объект»был использован Ричардом Бартлом для самостоятельно передвигающихся объектов в игре MUD1. В дальнейшем в массовых ролевых играх мобом стали называть как монстров, так и любых неуправляемых игроком персонажей. Так, в кодах DikuMUD слово mob использовалось для обозначения любых NPC; DikuMUD сильно повлиял и на терминологию, используемую в EverQuest, где термин «моб» использовался сходным образом.

## Агрессивность
Обычно в играх выделяются как минимум три основных типа мобов:
- агрессивные нападают на игрока первым (как только игрок оказывается в их поле зрения),
- нейтральные атакуют только в ответ на атаку игрока
- дружелюбные не атакуют вообще (например, в случае с мобами — NPC).

У агрессивных мобов обычно задан радиус агрессивности. Если игрок находится за пределами этого радиуса, моб нападать не будет, если его не атаковать из-за радиуса (например, дистанционно). В некоторых играх радиус определяется разницей уровней моба и игрока, таким образом, при одинаковом расстоянии моб может «проигнорировать» высокоуровневого игрока, но напасть на низкоуровневого. Иногда существует «зона обитания» моба, из которой он не может выйти. Часто моб при выходе игрока из его «зоны обитания» полностью теряет интерес к игроку и возвращается к месту, где он обычно находится. Игрок же может на короткое время подойти к мобу, атаковать его и быстро уйти. Моб, потеряв немного здоровья, опять теряет интерес к игроку. Так можно убивать мобов, на порядки превосходящих по силе игрока. Часто такое поведение мобов считается багом. Поэтому в некоторых играх, таких как, например, «Аллоды Онлайн», Aion, World of Warcraft и других, реализовано моментальное восстановление мобом своих жизней до максимального уровня при выходе игрока из «зоны обитания» моба.

### Социальность
Происходит от лат. socialis. Если достаточно близко к одному мобу стоит второй, связанный с ним, то на атаку игроком первого моба ответят оба, даже если второй моб находится вне радиуса агрессивности. Таким образом, может получится цепная реакция — напал один моб, и ему на помощь идет сообщество связанных с ним мобов. На этом основаны некоторые групповые приключения.
Если второй моб не связан с первым, он не станет отвечать на атаку игроком первого моба, хотя может напасть на игрока по другой причине, например, если он агрессивный.